# Nagłów
Nagłów (niem. Noglo) – osada leśna w Polsce położona w województwie opolskim, w powiecie prudnickim, w gminie Biała. Historycznie leży na Górnym Śląsku, na ziemi prudnickiej.
W latach 1975–1998 miejscowość administracyjnie należała do ówczesnego województwa opolskiego.
W 1921 w zasięgu plebiscytu na Górnym Śląsku znalazła się tylko część powiatu prudnickiego. Nagłów znalazł się po stronie wschodniej, w obszarze objętym plebiscytem. 1 października 1948 r. nadano miejscowości, wówczas administracyjnie związanej z Pogórzem, polską nazwę Nagłów. Według podziału administracyjnego województwa opolskiego na dzień 31 sierpnia 1964, Nagłów, jako przysiółek Pogórza, należał do gromady Łącznik. W opracowanej w 1971 przez Powiatowy Inspektorat Statystyczny w Prudniku Statystycznej charakterystyce miejscowości w gromadach powiatu prudnickiego, miejscowość została wymieniona pod nazwą Nagłów.